# 土庫鎮公所舊宿舍
23°40′38″N 120°23′35″E / 23.677347°N 120.393012°E
土庫鎮公所舊宿舍，是位於臺灣雲林縣土庫鎮越港里的日式宿舍，為該鎮第一間雲林縣歷史建築，以「土庫故事屋」之名作展覽活化。

## 歷史
土庫鎮公所舊宿舍建造於昭和十一年（1936年），為土庫地區少有的日式木造宿舍。戰後由供給公務人員住宿之用，後來荒廢失修，建築結構嚴重損壞，只剩單棟。
2006年2008年之間，由土庫鎮越港里辦公處針對里內辦理環保暨綠美化工作時，里民主動倡議保留。越港里長林正清表示，土庫鎮老街拆建後，使鎮內所存的老建築所剩不多，舊公所宿舍與原土庫庄役場兩棟日式木造建築荒廢多年，雜草叢生，成為治安、環保死角，於是里民發起整建，獲縣府支持。在越港里長林正清及里民力倡保留下，2009年，土庫鎮公所舊宿舍成為土庫鎮內第一棟登錄為縣歷史建物的建築。
2010年代，正逢雲林縣政府文化處推動故事運動，計劃把偏遠地區的古建物做為故事屋，透過說聽故事方式活化古蹟，並做為學生閱讀空間，推廣及培養學童閱讀習慣，在第一間虎尾郡守官邸成功後，就陸續推動到二崙鄉、土庫鎮、古坑鄉。縣府委託雲林科技大學在2011年完成土庫鎮公所舊宿舍的調查研究與再利用及修復工程規畫設計，向文建會爭取到兩百八十萬元補助款，加上縣府自籌八百四十萬元的工程款，於2012年2月23日動工修復。中途發生因無法在戶外建立廁所化糞池，導致2013年雲林農業博覽會肩無法開館的事件，引起里長林正清、鎮代表陳皇民、蕭金池、鄰長於2014年3月24日抗議鎮公所。2015年8月5日上午，以「土庫故事屋」開館時，前縣長蘇治芬稱讚里長林正清和耆老林其旺是重要推手。
開幕後先由雲林縣政府文化處代管兩年到2017年6月，之後由雲林縣悅讀人協會義務每星期五、六、日開館。